# Acanthops erosula
Acanthops erosula es una especie de mantis de la familia Acanthopidae.

## Distribución geográfica
Se encuentra en Bolivia, Brasil, Costa Rica, Guayana Francesa y Perú.